# Mistrzostwa Polski w piłce siatkowej kobiet (1933)
Mistrzostwa Polski w piłce siatkowej kobiet 1933 – 5. edycja rozgrywek o mistrzostwo Polski w piłce siatkowej kobiet. Rozgrywki miały formę turnieju rozgrywanego w Toruniu. W turnieju mogły wziąć udział drużyny, które zwyciężyły w eliminacjach okręgowych. Turniej odbył się w ramach obchodów 700-lecia miasta Torunia w ogródku Jordanowskim.

## Rozgrywki
Uczestniczące w mistrzostwach drużyny grały systemem "każda z każdą".
 Wyniki meczów pierwszego dnia
| Data       | Drużyna 1    | Wynik | Drużyna 2       | Sety              |
| ---------- | ------------ | ----- | --------------- | ----------------- |
| 10.06.1933 | Warta Poznań | 2:1   | Sokół Grudziądz | 15:8, 5:15, 15:12 |
| 10.06.1933 | AZS Warszawa | 2:0   | Warta Poznań    | 15:6, 15:8        |
|            |              |       |                 |                   |
| 10.06.1933 | AZS Lwów     | 2:0   | Warta Poznań    | 15:11, 15:1       |
| 10.06.1933 | AZS Warszawa | 2:0   | Sokół Grudziądz | 15:12, 15:6       |
|            |              |       |                 |                   |
| 10.06.1933 | AZS Warszawa | 2:0   | HKS Łódź        | 15:7, 15:4        |
| 10.06.1933 | AZS Wilno    | 2:1   | HKS Łódź        | 15:13, 9:15, 15:1 |

 Wyniki meczów drugiego dnia
| Data       | Drużyna 1    | Wynik | Drużyna 2       | Sety               |
| ---------- | ------------ | ----- | --------------- | ------------------ |
| 11.06.1933 | AZS Warszawa | 2:1   | AZS Lwów        | 10:15, 15:1, 15:13 |
| 11.06.1933 | AZS Warszawa | 2:0   | AZS Wilno       | 15:9, 15:3         |
|            |              |       |                 |                    |
| 11.06.1933 | AZS Warszawa | 2:0   | YMCA Kraków     | 15:8, 15:4         |
| 11.06.1933 | YMCA Kraków  | 2:0   | Sokół Grudziądz | 15:8, 15:0         |
|            |              |       |                 |                    |
| 11.06.1933 | YMCA Kraków  | 2:1   | HKS Łódź        | 12:15, 16:14, 15:8 |
| 11.06.1933 | YMCA Kraków  | 2:1   | AZS Wilno       | 15:8, 10:15, 15:9  |
|            |              |       |                 |                    |
| 11.06.1933 | YMCA Kraków  | 2:1   | AZS Lwów        | 6:15, 15:10, 15:13 |
| 11.06.1933 | YMCA Kraków  | 2:0   | Warta Poznań    | 15:5, 16:14        |
|            |              |       |                 |                    |
| 11.06.1933 | AZS Lwów     | 2:1   | HKS Łódź        | 15:10, 7:15, 16:14 |
| 11.06.1933 | AZS Lwów     | 2:0   | AZS Wilno       | 15:7, 15:4         |
|            |              |       |                 |                    |
| 11.06.1933 | AZS Lwów     | 2:0   | Sokół Grudziądz | 15:7, 15:5         |
| 11.06.1933 | HKS Łódź     | 2:0   | Sokół Grudziądz | 15:7, 15:13        |
|            |              |       |                 |                    |
| 11.06.1933 | HKS Łódź     | 2:0   | Warta Poznań    | 15:7, 15:12        |
| 11.06.1933 | AZS Wilno    | 2:0   | Sokół Grudziądz | 15:5, 15:3         |
| 11.06.1933 | Warta Poznań | 2:0   | AZS Wilno       | 15:13, 15:13       |

## Skład drużyny mistrza Polski
AZS Warszawa: Irena Brzustowska, Alicja Piotrowska, Edyta Holfeierówna, Halina Bielecka, Barbara Cegielska, Jadwiga Kuryluk.

## Klasyfikacja końcowa
| Miejsce | Drużyna         | Zwycięstwa  | Sety | Punkty  |
| ------- | --------------- | ----------- | ---- | ------- |
| złoto   | AZS Warszawa    | 6 (12 pkt.) | 12:1 | 190: 93 |
| 2.      | YMCA Kraków     | 5 (10 pkt.) | 10:5 | 192:164 |
| 3.      | AZS Lwów        | 4 (8 pkt.)  | 10:5 | 193:152 |
| 4.      | HKS Łódź        | 2 (4 pkt.)  | 7:8  | 160:180 |
| 5.      | AZS Wilno       | 2 (4 pkt.)  | 5:9  | 150:167 |
| 6.      | Warta Poznań    | 1 (2 pkt.)  | 2:11 | 125:186 |
| 7.      | Sokół Grudziądz | 0 (0pkt.)   | 1:12 | 101:185 |